# 早稲田大学バスケットボール部ビッグベアーズ
早稲田大学バスケットボール部ビッグベアーズ（わせだだいがくバスケットボールぶビッグベアーズ）は早稲田大学のバスケットボール部である。
1923年創部、女子部は1956年に創部された。関東大学バスケットボール連盟・関東大学女子バスケットボール連盟所属。

## 歴史

### 男子部
1920年に早稲田中学校に入学した浅野延秋が競走部のメンバーを集めて結成したのが始まり。1923年に体育会の承認を受け創部。翌1924年より開始したリーグ戦に参戦。
1926年の第6回全日本選手権に「早大RDR」として参加。初優勝を遂げる。同年より関西学院大学との早関戦、1940年からは慶應義塾大学との早慶戦も始まった。
1949年に開始した全日本学生選手権にも参加。1968年には初優勝となった。
1970年には2部落ちを経験するも、1年で復帰。
1976年からは東京七大学リーグ（後に13大学、ビッグテン）に参加。
1982年に新連盟発足後は1部と2部を行ったり来たりするほど低迷。

### 女子部
1956年創部。5部からスタートし、8年で2部昇格を果たす。
その後は2部から4部を行ったり来たりするものの、1991年に初の1部昇格を果たした。
2000年には関東選手権初優勝を果たす。
2011年にはインカレ初優勝。2024年には新人インカレ初優勝。

## 主な成績
男子部
- 全日本学生バスケットボール選手権大会優勝：1回（1968年）
- 全日本総合バスケットボール選手権大会優勝：5回（1927年、1929年、1932年、1934年、1937年）

女子部
- 全日本学生バスケットボール選手権大会優勝：1回（2011年）
- 全日本大学バスケットボール新人戦優勝:1回（2024年）

## 主な卒業生
男子部
- 大庭哲夫
- 牧山圭秀
- 森澤誠一
- 横山堅七
- 宗像卯一
- 鎌田正司
- 尾崎正敏
- 香中亮一
- 井上眞一
- 倉石平
- 東野智弥
- 宮田諭
- 金田詳徳
- 藤野素宏
- 朝山正悟
- 栗原祐太
- 武井修志
- 早川大史
- 菅原洋介
- 高島一貴
- 岩隈隆士
- 近森裕佳
- 井手勇次
- 久保田遼

女子部
- 柴田ひとみ
- 丹羽裕美
- 藤生喜代美
- 本多真実
- 田中真美子